# Tretospora quaternata
Tretospora quaternata är en svampart som först beskrevs av Berk. & M.A. Curtis, och fick sitt nu gällande namn av J.L. Crane & Schokn. 1984. Tretospora quaternata ingår i släktet Tretospora och familjen Parodiopsidaceae.   Inga underarter finns listade i Catalogue of Life.